# Lamellsnäcka
Lamellsnäcka (Spermodea lamellata) är en snäckart som först beskrevs av John Gwyn Jeffreys 1830.  Lamellsnäcka ingår i släktet Spermodea, och familjen grässnäckor. IUCN kategoriserar arten globalt som nära hotad. Enligt den svenska rödlistan är arten nära hotad i Sverige. Arten förekommer i Götaland, Öland och Svealand. Arten har tidigare förekommit på Gotland men är numera lokalt utdöd. Artens livsmiljö är skogslandskap.